# Масюковщина (Минск)
Масюковщина (бел. Масюкоўшчына) — жилой район города Минска в составе Фрунзенского района (Республика Беларусь), сохранивший название располагавшейся на его месте деревни.

## География
Самый северный микрорайон Фрунзенского административного района города Минска на границе с Центральным районом города, в 10 км к северо-западу от городского центра в бывшей пригородной зоне. Условные границы микрорайона проходят от магистрали М-9 по ул. Аладовых, проезду Масюковщина, ул. Тимошенко, ул. Ольшевского, пр. Пушкина и ул. Тимирязева до магистрали М-9. Он граничит с микрорайонами Ждановичи, Каменная горка, Домбровка, Раковское шоссе, Веснянка, Лебяжий и Ржавец.

## Транспортная система
Ж/д: о.п. «Масюковщина»
Автобусы:
1. 11 — ДС Веснянка — улица Маршала Лосика
2. 28 — ДС Серова — Масюковщина (автостоянка)
3. 29 — ДС Кунцевщина — ДС Карастояновой
4. 40 — ДС Кунцевщина — улица Ландера
5. 41 — ДС Каменная Горка-5 — ДС Масюковщина
6. 49 — ДС Масюковщина — переулок Софьи Ковалевской
7. 54 — ДС Запад 3 — ст. м. Спортивная
8. 62э – ДС Запад-3 – Больница (Новинки)
9. 69 — Масюковщина (автостоянка) — Вокзал
10. 78 — ДС Каменная Горка 5 — Автовокзал «Центральный»
11. 107 — ДС Кунцевщина — улица Корженевского
12. 126 — ДС Одоевского — Масюковщина

Троллейбусы:
1. 10 — ДС Веснянка — ДС Малиновка-4
2. 14 — ДС Масюковщина — Городской вал
3. 33 — ДС Дражня — ДС Одоевского
4. 38 — ДС Славинского — ДС Сухарево-5
5. 39 — ДС Юго-Запад — Сапёров
6. 55 — ДС Кунцевщина — Академическая улица
7. 58 — ДС Масюковщина — Автовокзал «Центральный»
8. 77 — ДС Сухарево 5 — Сапёров

## История
С 1940 года в деревне Масюковщина Ждановичского сельсовета дислоцировались некоторые воинские части, входившие в состав 100-й стрелковой дивизии — 355 стрелковый полк.
Во время оккупации Минска фашистами (с 28 июня 1941 до 3 июля 1944) на месте прежней дислокации советских воинских частей фашисты устроили концентрационный лагерь Шталаг 352.
Этот лагерь был одним из самых больших стационарных лагерей на оккупированной территории СССР и имел филиалы. В нём применялась особенно жестокая система пыток и массового уничтожения людей. В лагере погибло свыше 80 000 человек (советских военнопленных, мирных граждан и — после выхода Италии из гитлеровской коалиции — итальянских солдат и офицеров).
После войны на территории лагеря вновь расположилась воинская часть. В дальнейшем она расширилась, был построен военный городок для семей военнослужащих (малоквартирные дома 1952—1956 гг.), возведён завод.
Жилая застройка осуществлялась согласно градостроительному проекту детального планирования деревни Масюковщина. Некоторые двухподъездные высокоэтажные дома в Масюковщине относятся к серии 3А-ОПБ.
Район находится на территории болота, которое было осушено в 2007 году.
10 апреля 2004 года деревня Масюковщина Ждановичского сельсовета Минского района включена в городскую черту Минска.

## Главные улицы
- улица Михася Лынькова
- улица Петра Глебки
- улица Ольшевского
- улица Тимошенко
- улица Чигладзе
- улица Масюковщина (ранее деревня Масюковщина — ул. Центральная)
- проезд Масюковщина
- переулок Масюковщина
- Радошковская улица
- Радошковский переулок

## Культурно-исторические объекты
Мемориальный комплекс на месте Масюковщинского лагеря смерти (бывшего шталага № 352), действовавшего во время оккупации Минска фашистами (с июля 1941 до 3 июля 1944) и месте захоронения его узников. Мемориал расположен на ул. Тимирязева, восточнее Нарочанской ул., недалеко от железнодорожной платформы «Масюковщина» и представляет собой поделённое на прямоугольные участки братских могил обнесённое невысоким бетонным забором кладбище, по центральной оси которого установлен памятник-монумент с вечным огнём, севернее которого находится ротонда с книгой, содержащей фамилии более 9000 погибших.

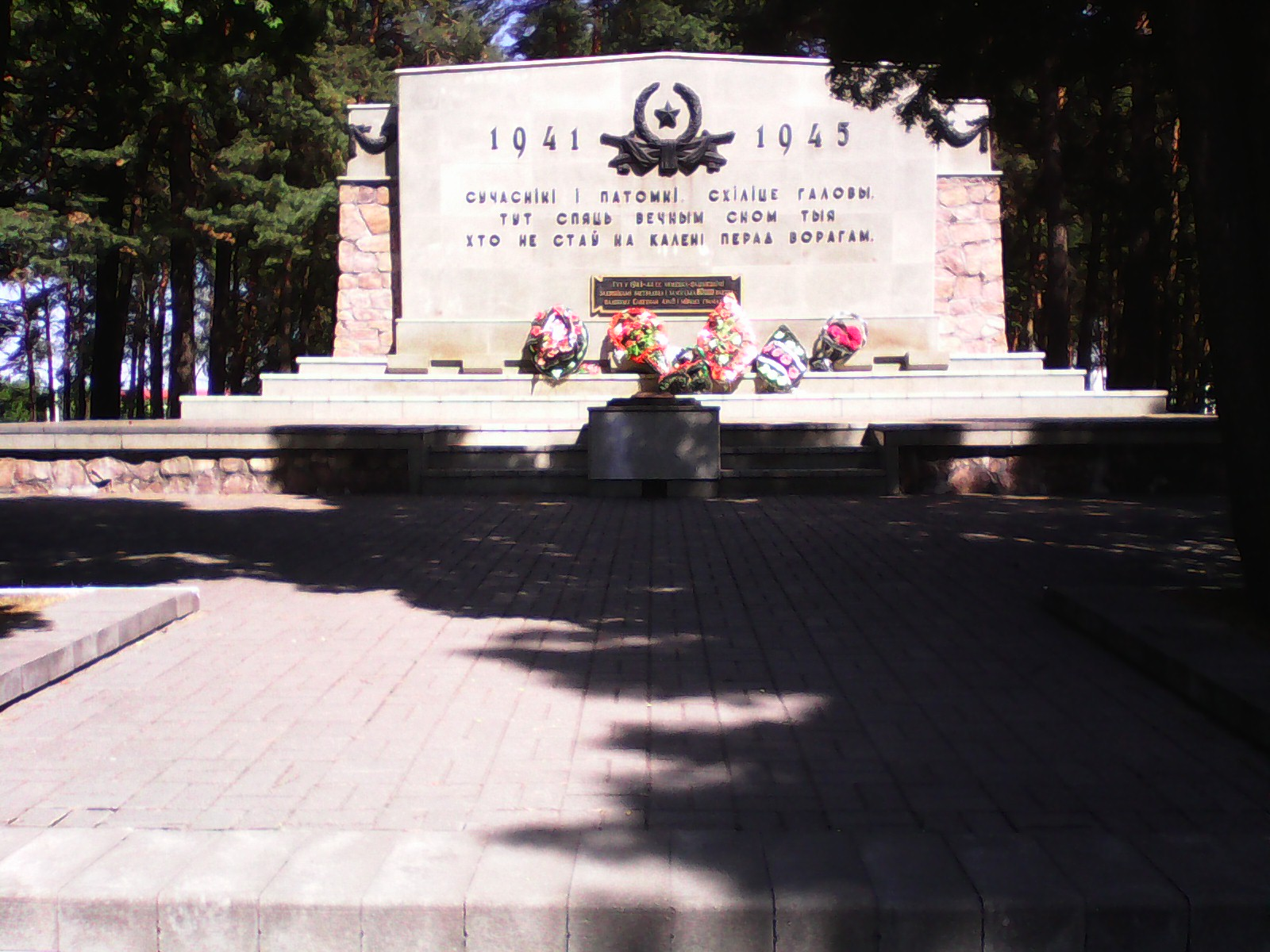
Монумент на месте лагеря смерти
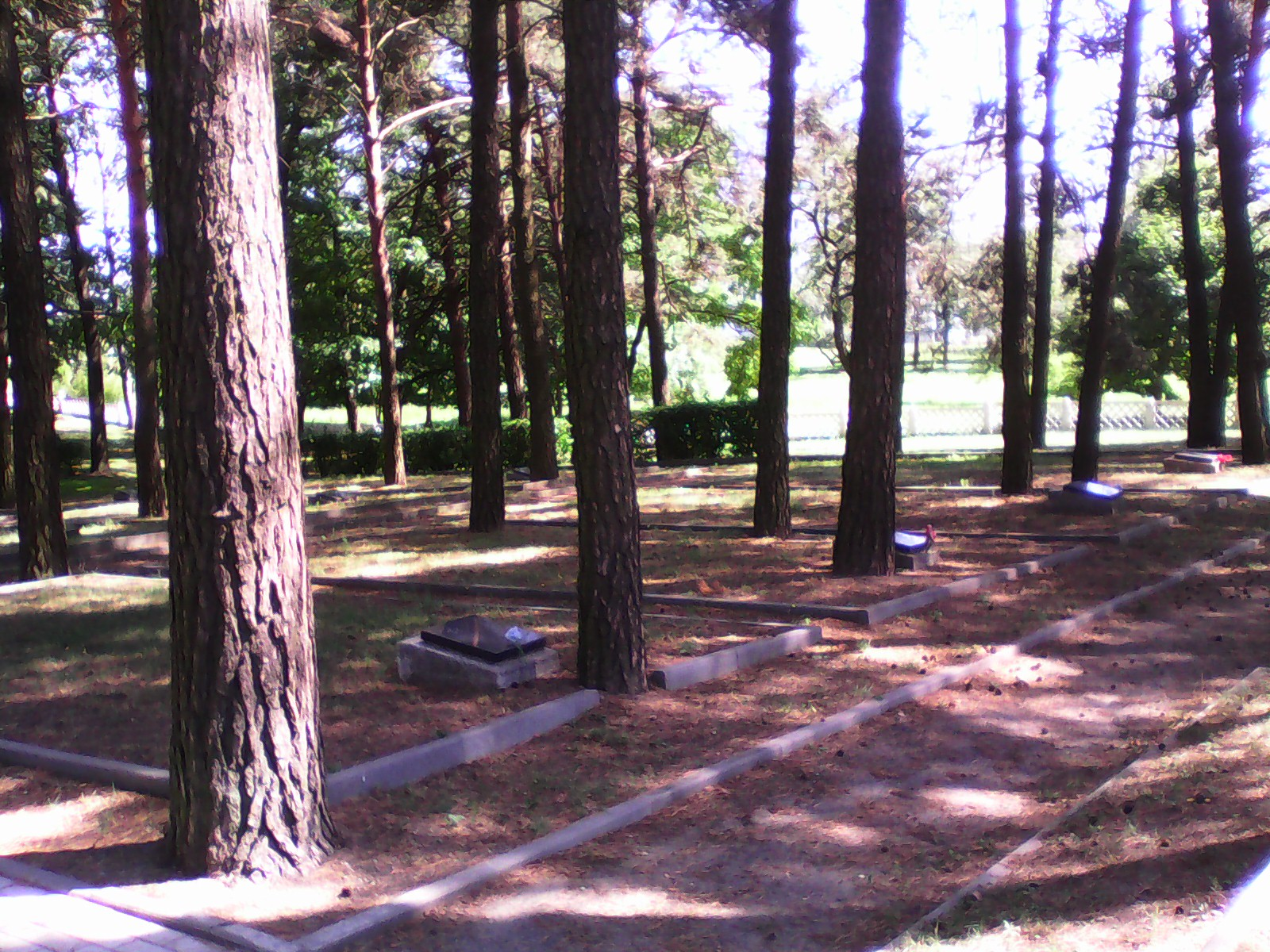
Западная сторона мемориала
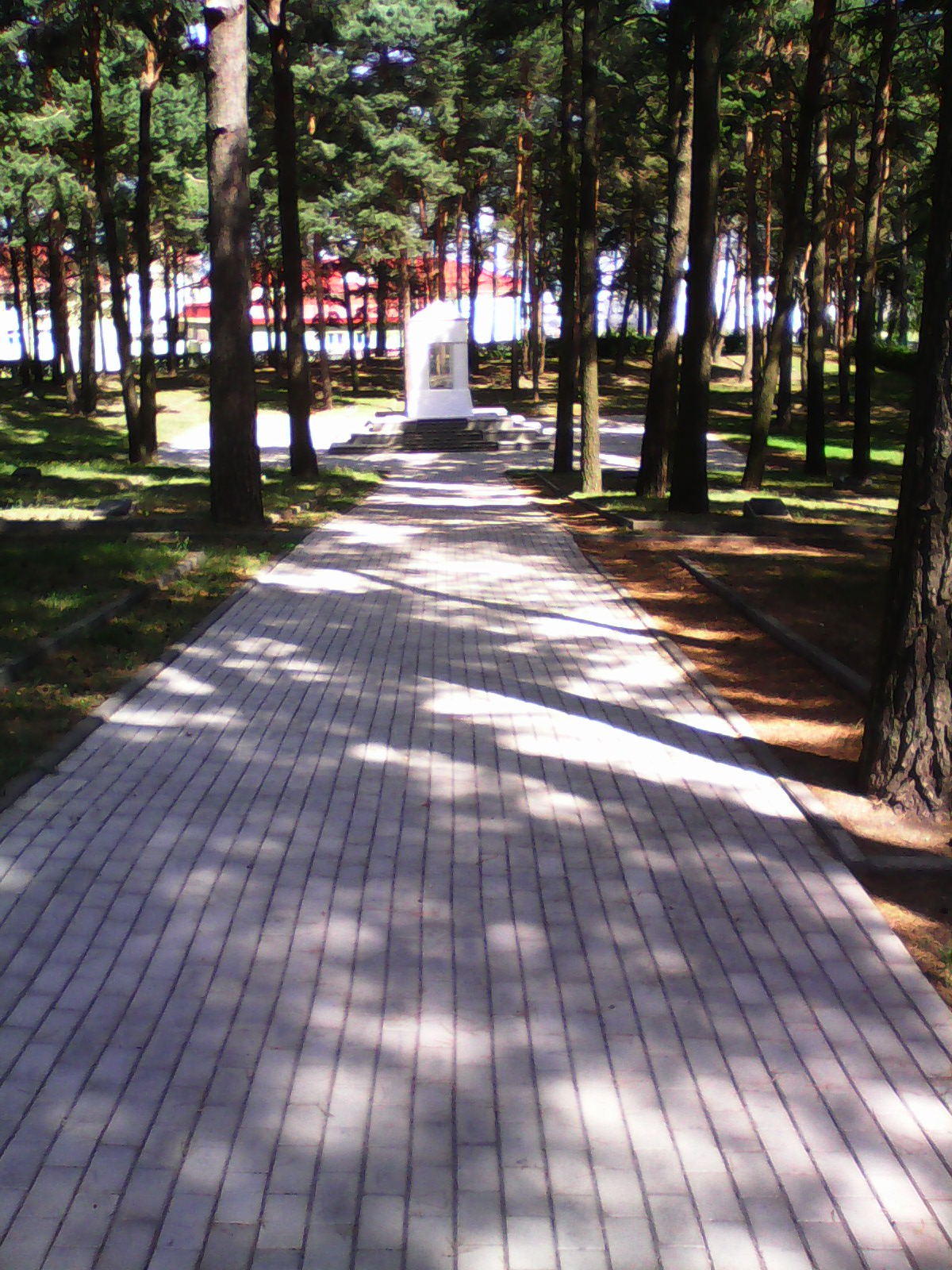
Дорожка к ротонде
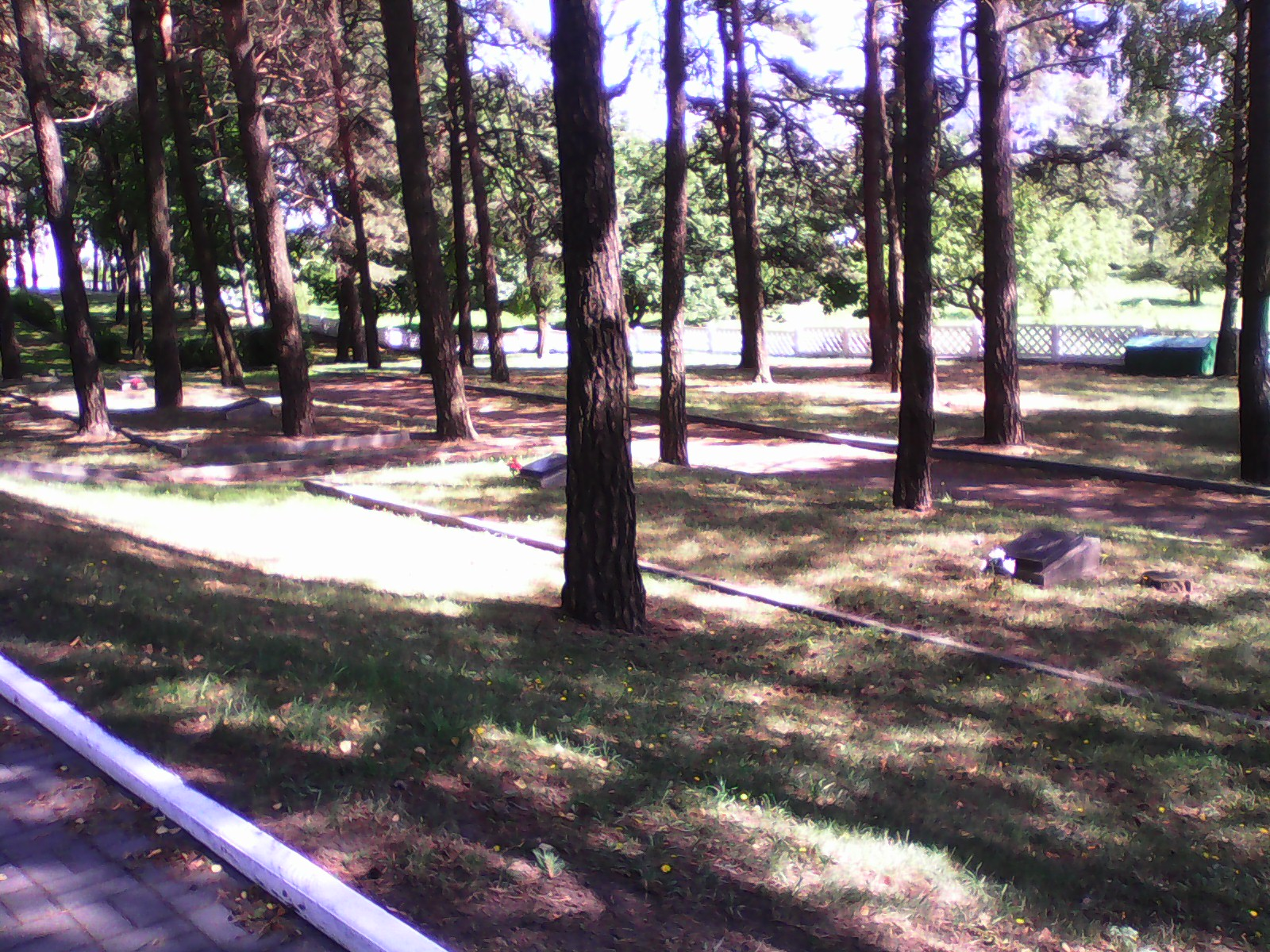
Восточная сторона мемориала
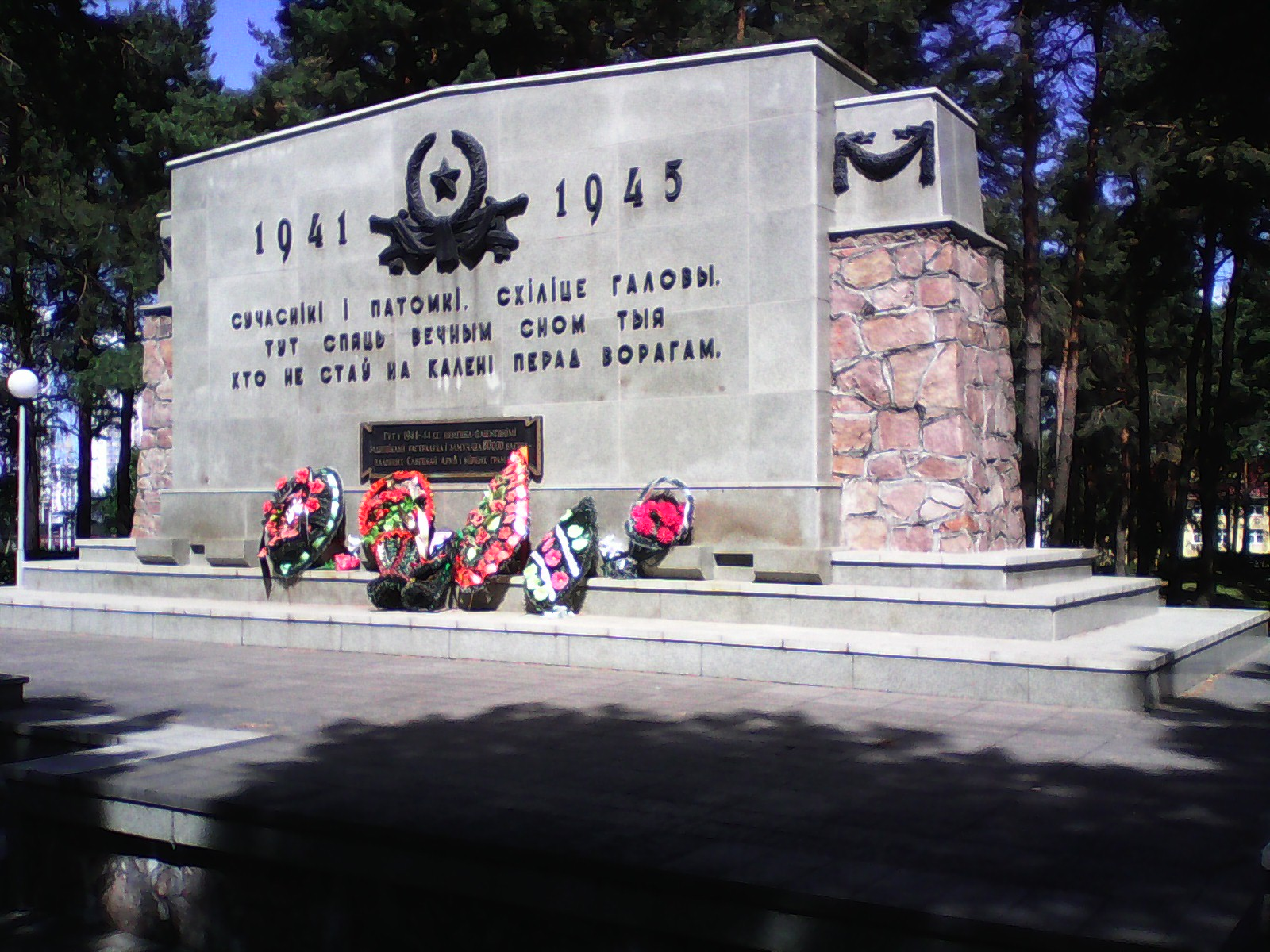
Монумент на месте лагеря смерти
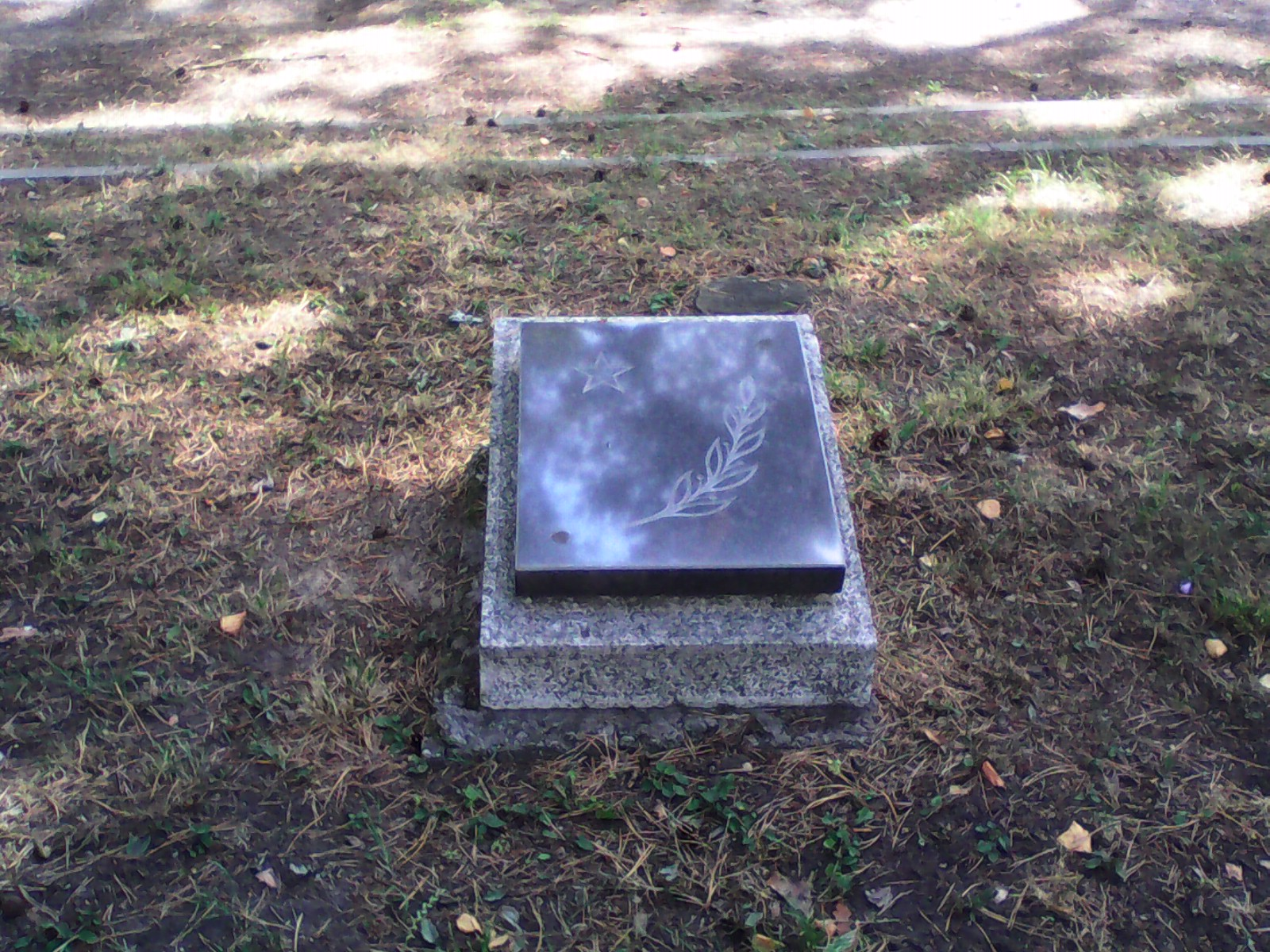
Одна из плит на месте захоронений погибших
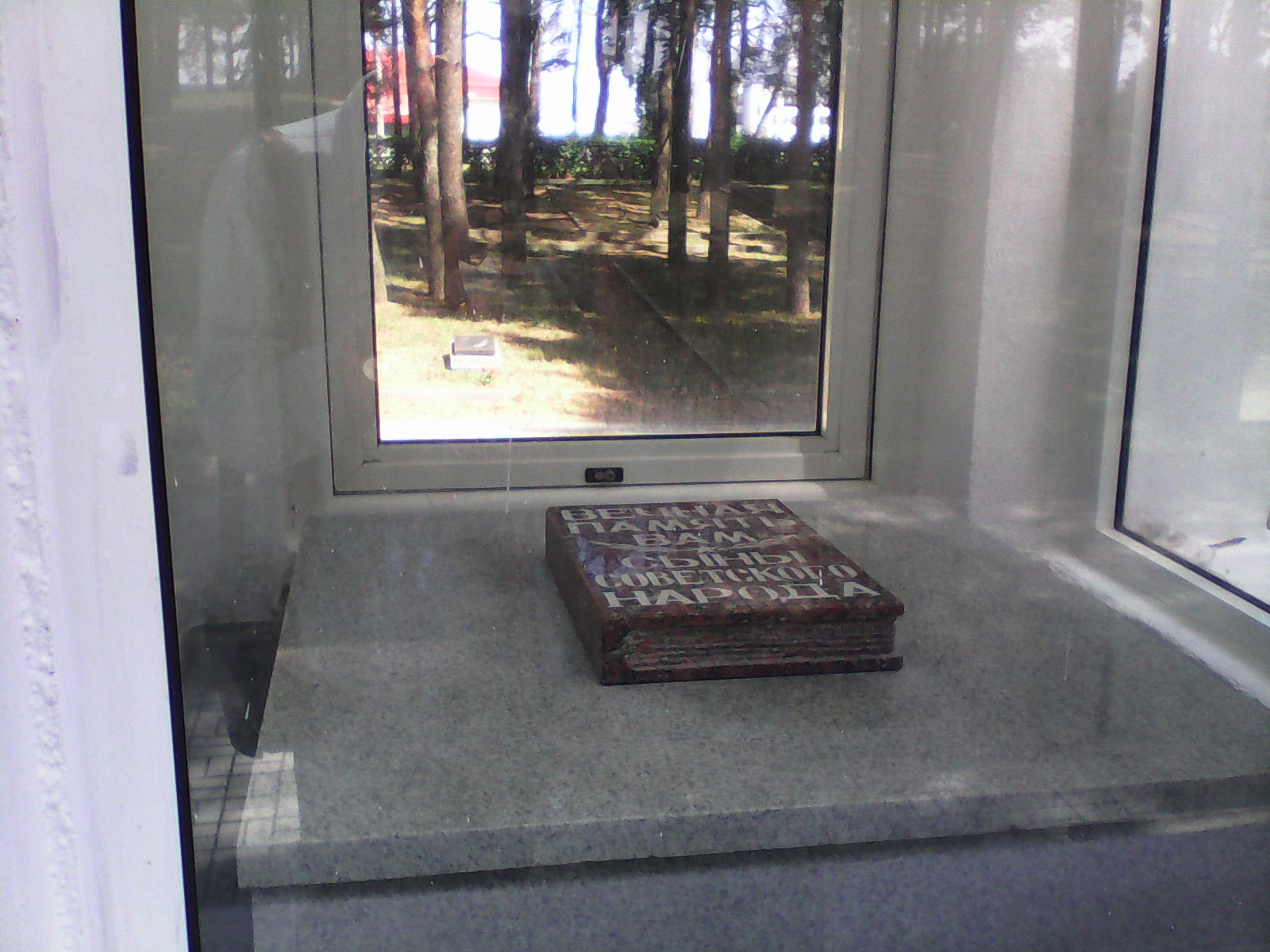
Книга памяти с установленными фамилиями погибших в лагере
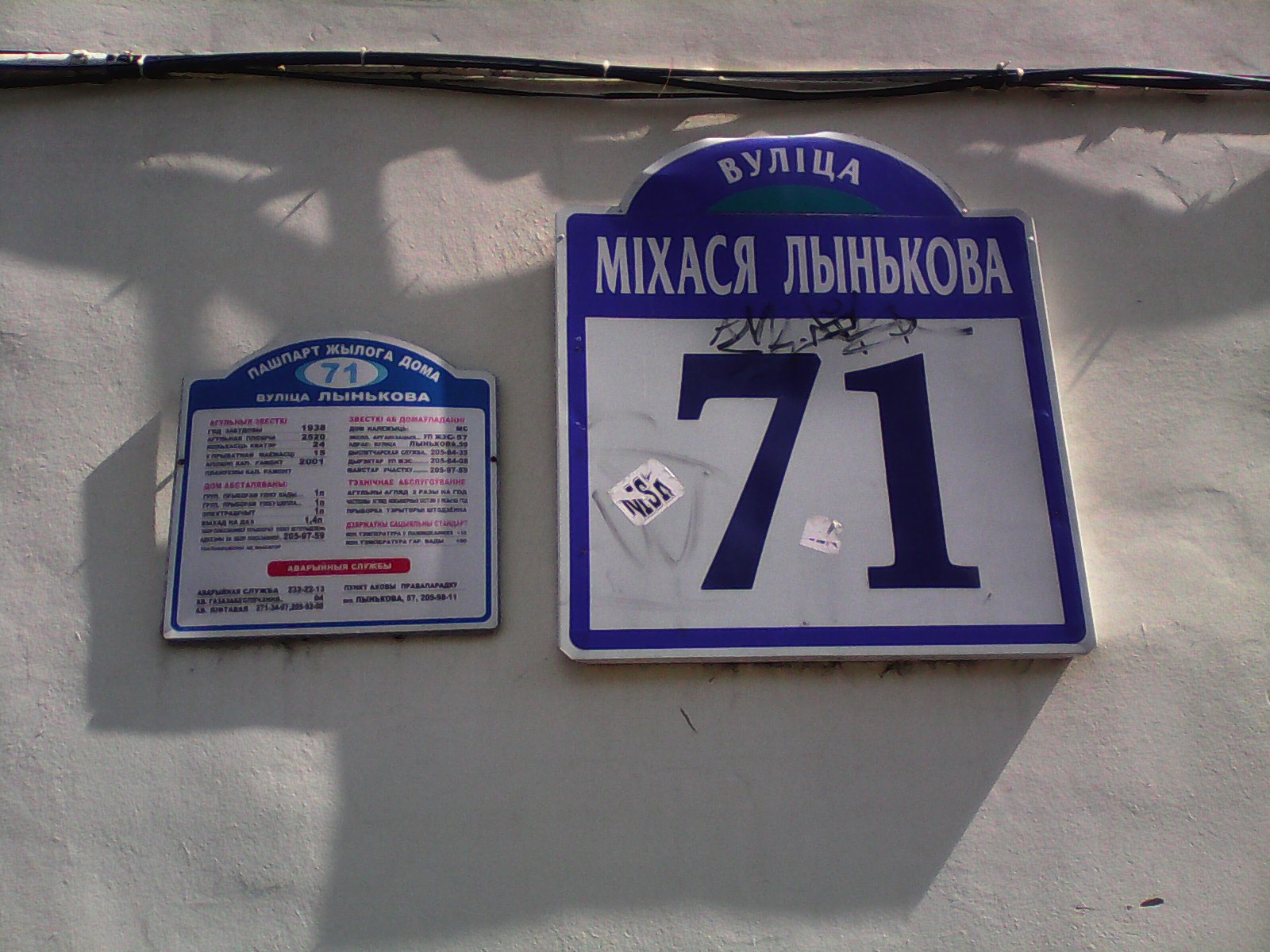
Ул. Михася Лынькова, 71 (указатель)
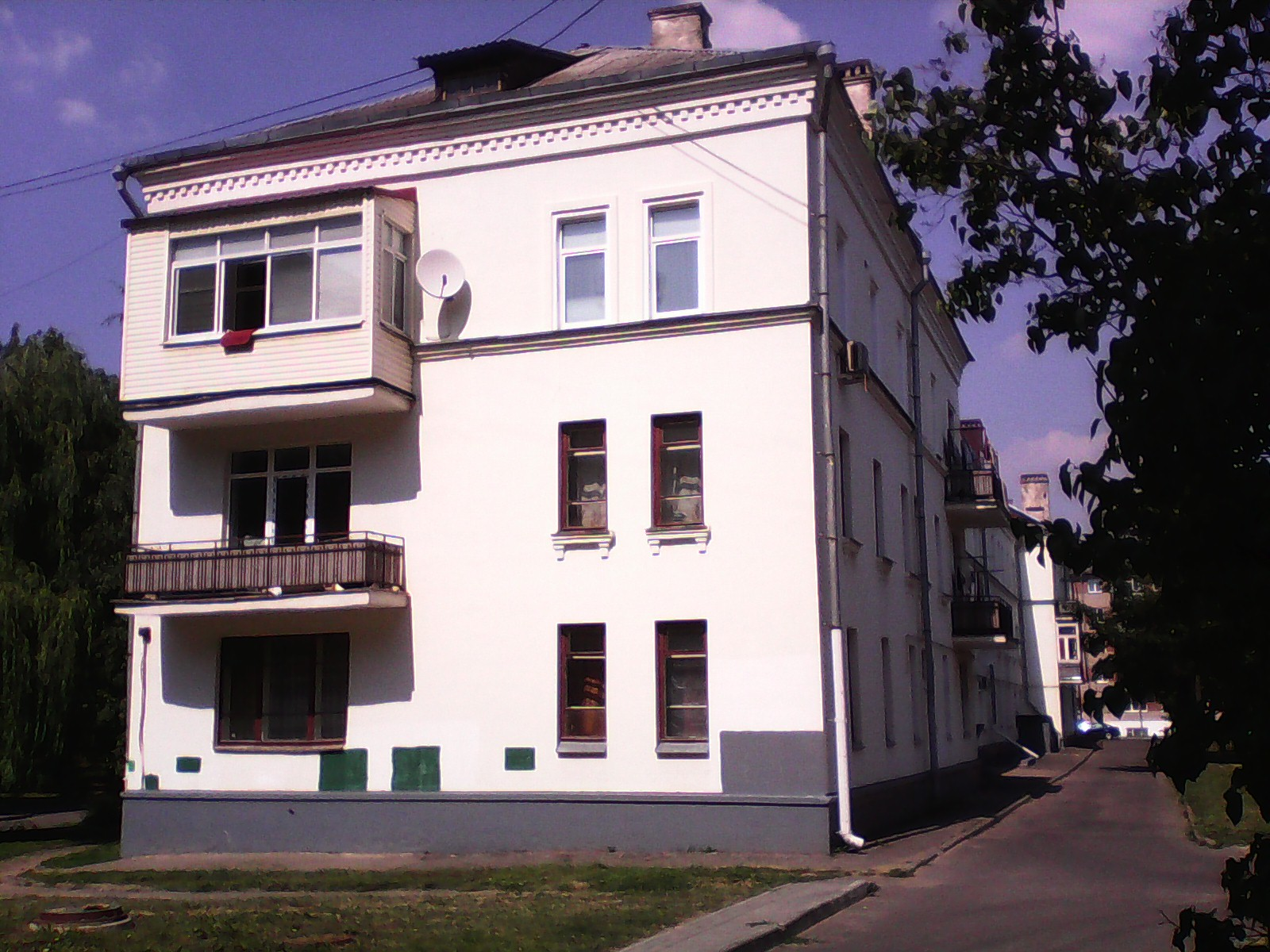
Ул. Михася Лынькова, 71

ул. Михася Лынькова, 71 — довоенное здание казарм Красной Армии, где во время оккупации размещался дом немецкого офицерского состава шталага № 352.